# Wymondham (Norfolk)
Wymondham is een civil parish in het bestuurlijke gebied South Norfolk, in het Engelse graafschap Norfolk met 14.405 inwoners.